# Poveljniško-štabna akademija Kopenske vojske Jugoslovanske ljudske armade
Poveljniško-štabna akademija Kopenske vojske JLA (srbohrvaško: Komandno-štabna akademija KOV JLA) je bila vojaška akademija, ki je delovala v sestavi Jugoslovanske ljudske armade.

## Zgodovina
Akademija je bila ustanovljena leta 1969 z reformo Višje vojaške akademije Kopenske vojske JLA.